# Obélisque du roi de Rome
L'obélisque du roi de Rome est un monument historique situé à Wissembourg, dans le département français du Bas-Rhin.

## Localisation
Cet édifice est situé au lieu-dit Wuerzenberg, rue du Roi-de-Rome à Wissembourg.

## Historique
L'édifice fait l'objet d'une inscription au titre des monuments historiques depuis 1986. Cette construction commémore la naissance de Napoléon II. Elle a été édifiée sous l'instigation du préfet du Bas-Rhin, Lezay-Marnésia.